# Luziola peruviana
Luziola peruviana är en gräsart som beskrevs av Johann Friedrich Gmelin. Luziola peruviana ingår i släktet Luziola och familjen gräs. Inga underarter finns listade i Catalogue of Life.